# Phường 3, Quận 5
Phường 3 là một phường cũ thuộc Quận 5, Thành phố Hồ Chí Minh, Việt Nam.
Phường 3 có diện tích 0,18 km², dân số năm 2021 là 5.519 người,  mật độ dân số đạt 30.661 người/km².
Đến ngày 1 tháng 1 năm 2025, phường 3 chính thức bị giải thể và sáp nhập vào phường 2 thuộc Quận 5.